# Zamek w Czerwonogrodzie
Zamek w Czerwonogrodzie – zbudowana w XIV w. przez Litwinów pierwsza drewniano-ziemna forteca na wzniesieniu w dolinie rzeki Dżuryn.

## Historia
W XIV w. właścicielami tych ziem byli książęta Koriatowicze, Spytek z Melsztyna, Świdrygiełło oraz Witold, po którego śmierci dobra znalazły się w posiadaniu króla. Król Polski Władysław II Jagiełło zapisał owe ziemie i równocześnie przyznał spore kwoty pieniężne braciom: Michałowi Buczackiemu z Podhajec, kasztelanowi halickiemu; Michałowi Mużyle Buczackiemu, wojewodzie podolskiemu, kasztelanowi kamienieckiemi, staroście śniatyńskiemu i kołomyjskiemu, który wzniósł zamek w Śniatyniu oraz Teodorykowi Buczackiemu Jazłowieckiemu, kasztelanowi halickiemu. Następnie ziemie należały do Teodoryka Buczackiego Jazłowieckiego, który otrzymał je w tak zwany zastaw. W ХVII w. ród Daniłowiczów zbudował tu pierwszą kamienną fortecę. W 1665 r. starostą był Mikołaj Franciszek Daniłowicz. W kolejnych latach zmieniali się właściciele warowni, którymi były rodziny: Bielskich, Gadomskich, Skarbków oraz Raczyńskich. Do 1772 r. w zamku mieściła się siedziba powiatu w województwie podolskim I Rzeczypospolitej.

## Pałac
W 1778 r. Karol Poniński od rządu austriackiego kupił Czerwonogród. W 1820 roku przebudował zamek na klasycystyczny pałac według projektu lwowskiego architekta Juliana Zachariewicza. Rozebrano wówczas 3. zrujnowane skrzydła i 2 baszty a z ocalałego skrzydła i 2 baszt powstał nowy pałac. W trakcie przebudowy wykorzystano fragmenty pochodzące z Kamienicy Królewskiej we Lwowie. W ciągu pierwszej połowy XIX w. pałac był udoskonalany przez syna Karola - Kaliksta Ponińskiego, który przebudował rezydencję na styl neogotycki. Ostatnią jego właścicielką została na początku ХХ w. księżna Maria Eleonora Lubomirska (z d. Zamoyska), która była właścicielką pałacu w latach 1862–1945. Kres świetności rezydencji położył wybuch I wojny światowej i działania wrogich wojsk. Odbudowany po wojnie, zostaje zniszczony podczas II wojny światowej. W 1945 roku pałac był miejscem obrony Polaków przed atakiem UPA.
Dodatkowo po wojnie pałac był rozbierany w celu uzyskania materiału do budowy chlewni kołchozowych w Nyrkowie. W 2013 r. z powodu braku prowadzenia prac konserwatorskich i zabezpieczających jedna z dwóch wież zamkowych uległa częściowemu zawaleniu.

## Architektura
W XVII w. założenie obronnego zamku było murowane, zbudowane na planie czworoboku, z czterema okrągłymi wieżami na rogach, otoczone murem zewnętrzny.

## Galeria

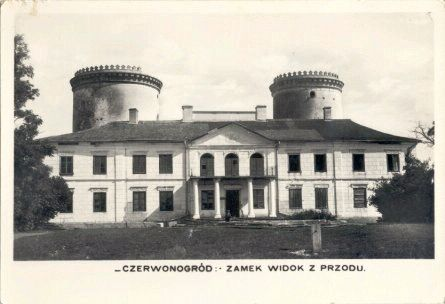
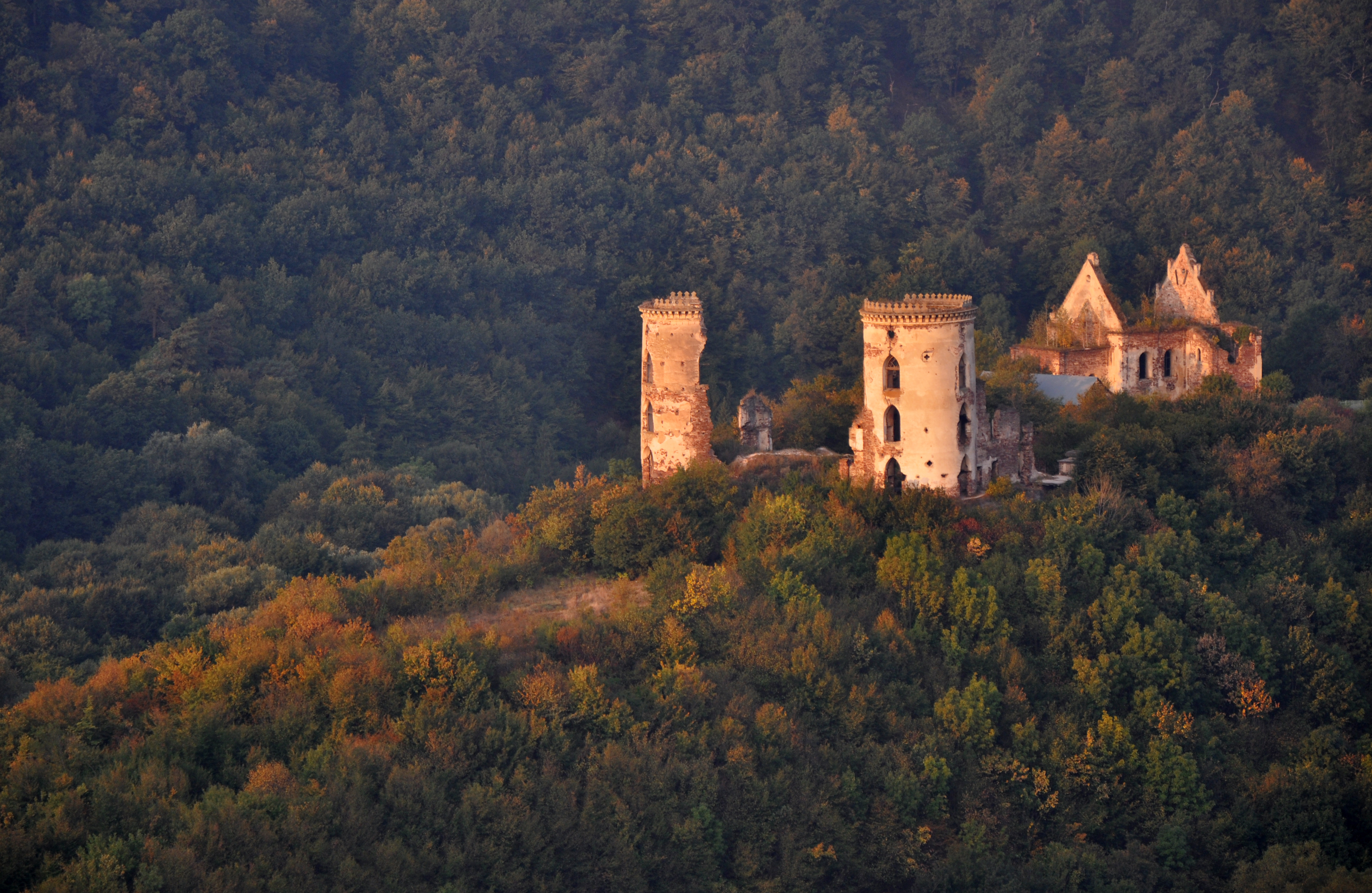
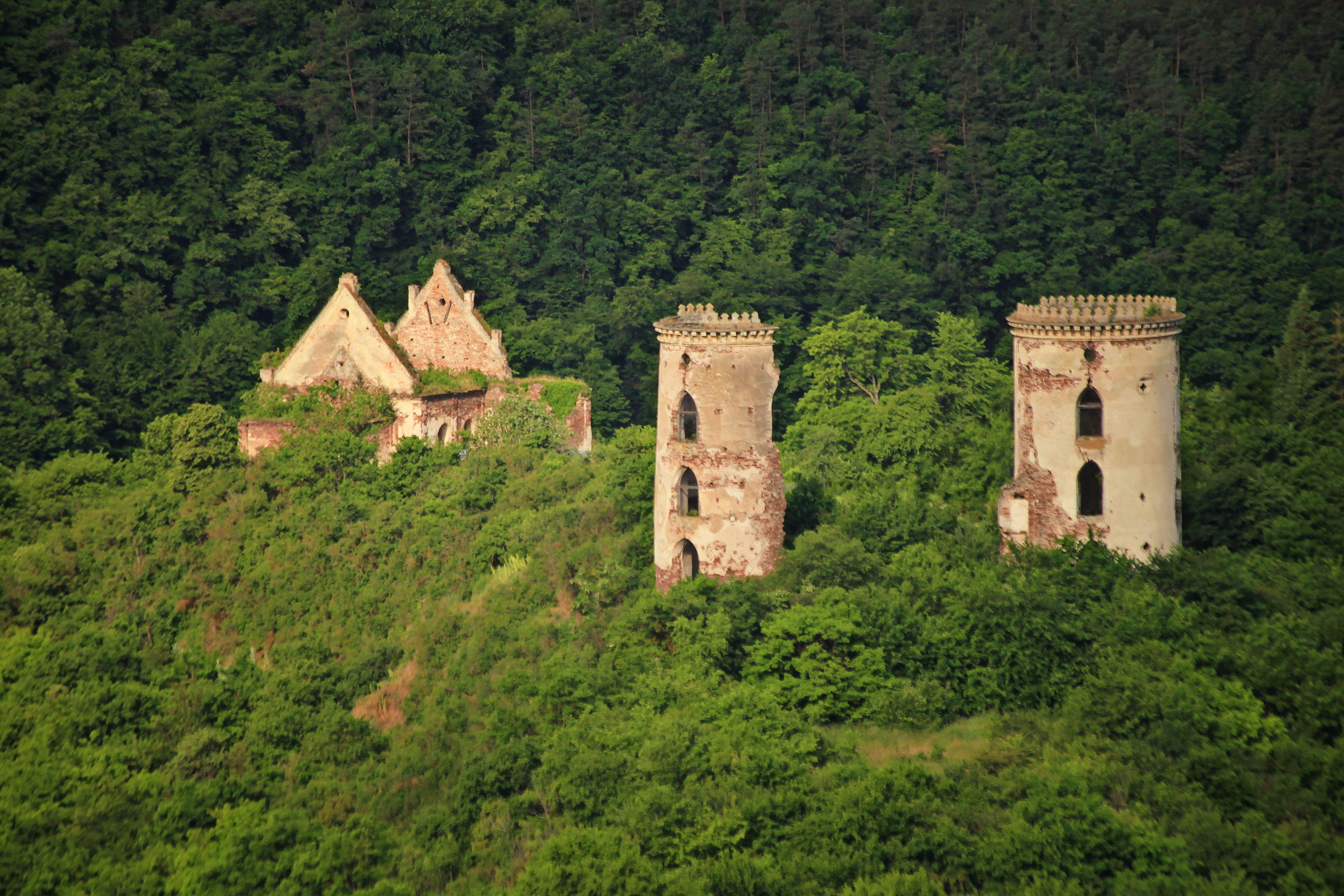
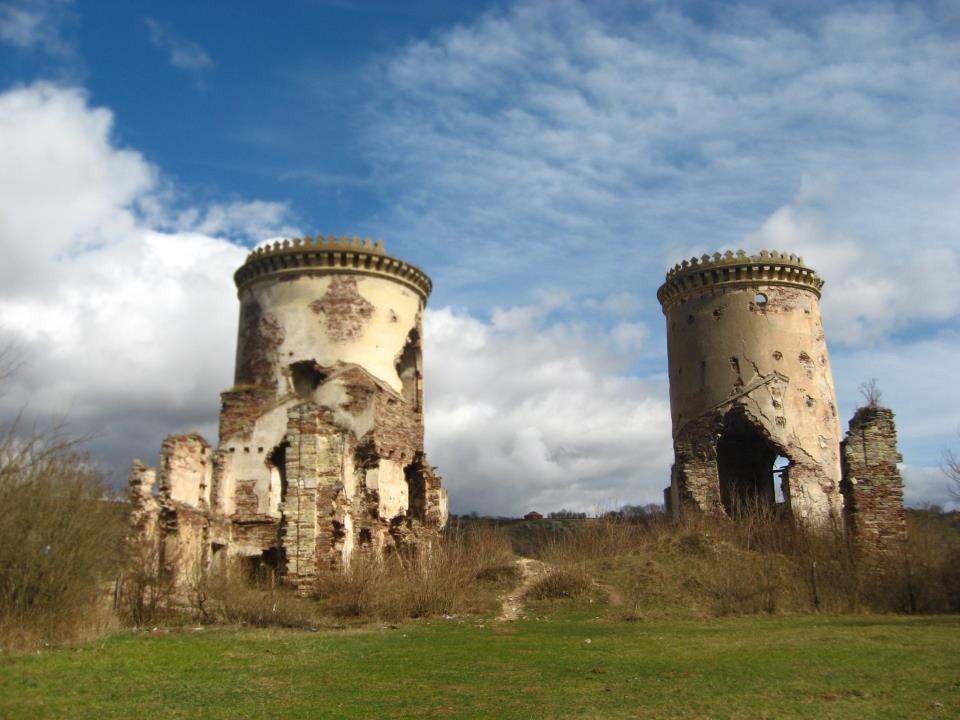
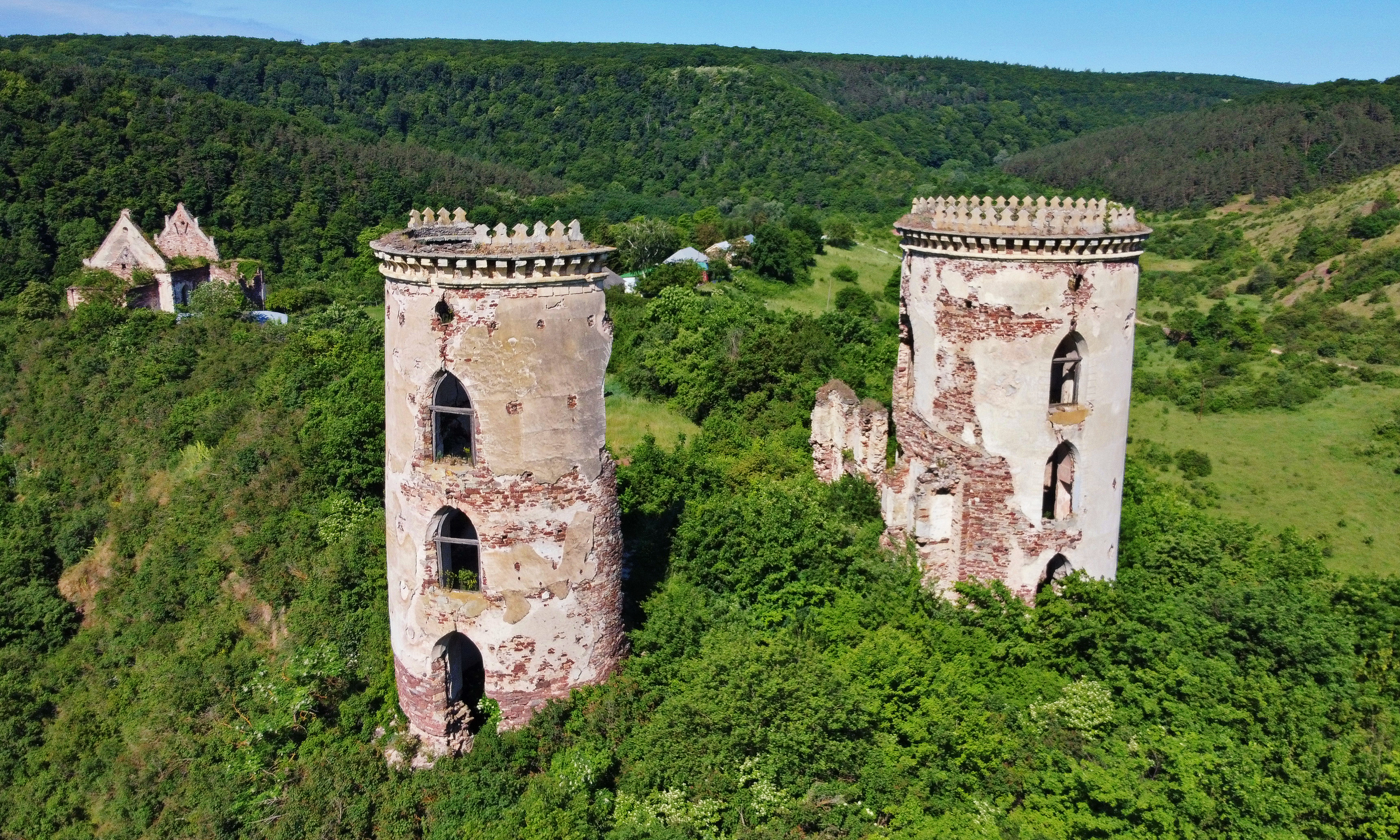
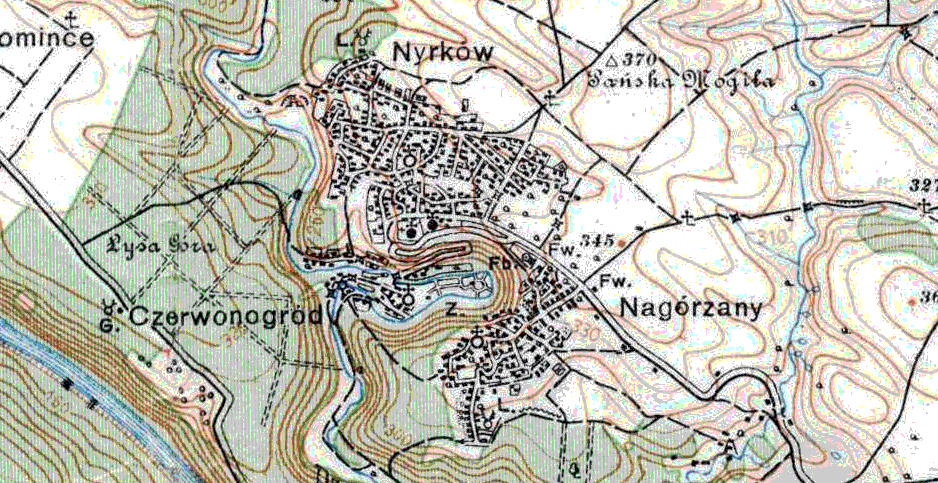
Czerwonogród na mapie (1925)